# Campeonato Europeu de Equipes de 2017
O Campeonato da Europa de Nações é uma competição de atletismo onde, num total de quatro divisões ou ligas, participam diferentes países da Europa. É a sucessora da finda Taça da Europa.
A sétima edição decorreu entre os dias 23 a 25 de junho, a Super Liga em Lille na  França, 1ª Liga em Vaasa na  Finlândia, 2ª Liga em Tel Aviv   Israel e a 3ª Liga em Marsa na  Malta. 

## Super Liga
Países participantes
| - Bielorrússia - Chéquia - França - Alemanha | - Reino Unido - Grécia - Itália - Países Baixos | - Polónia - Espanha - Ucrânia |

#### Classificação Final
| Pos | Pais          | Pts      | Note                  |
| --- | ------------- | -------- | --------------------- |
| 1   | Alemanha      | 322.5    |                       |
| 2   | Polónia       | 296      |                       |
| 3   | França        | 271      |                       |
| 4   | Reino Unido   | 270      |                       |
| 5   | Espanha       | 243.5    |                       |
| 6   | Ucrânia       | 226.5    |                       |
| 7   | Itália        | 222      |                       |
| 8   | Chéquia       | 216.5    |                       |
| 9   | Grécia        | 197.5    |                       |
| 10  | Bielorrússia  | 189.5    | Descem a 1ª Liga 2019 |
| 11  | Países Baixos | 175      | Descem a 1ª Liga 2019 |
| 12  | Rússia        | Excluido | Descem a 1ª Liga 2019 |

## Primeira Liga
Países participantes
Três promoções a Superliga, 3 rebaixamentos para a 2ª Liga:
| - Bélgica - Bulgária - Dinamarca - Estónia | - Finlândia - Irlanda - Noruega - Portugal | - Roménia - Suécia - Suíça - Turquia |

#### Classificação Final
| Pos | Pais      | Pts   | Note                         |
| --- | --------- | ----- | ---------------------------- |
| 1   | Suécia    | 320.5 | Promovidos a Super Liga 2019 |
| 2   | Finlândia | 314.5 | Promovidos a Super Liga 2019 |
| 3   | Suíça     | 305.5 | Promovidos a Super Liga 2019 |
| 4   | Turquia   | 302   |                              |
| 5   | Portugal  | 285   |                              |
| 6   | Noruega   | 272.5 |                              |
| 7   | Roménia   | 246   |                              |
| 8   | Irlanda   | 238   |                              |
| 9   | Bélgica   | 232.5 |                              |
| 10  | Estónia   | 203   | Descem a 2ª Liga 2019        |
| 11  | Bulgária  | 193.5 | Descem a 2ª Liga 2019        |
| 12  | Dinamarca | 187   | Descem a 2ª Liga 2019        |

## Segunda Liga
Países participantes
Três promoções a 1ª liga, 3 rebaixamentos para a 3ª Liga:
| - Áustria - Croácia - Chipre - Hungria | - Islândia - Israel - Letônia - Lituânia | - Moldávia - Sérvia - Eslováquia - Eslovênia |

#### Classificação Final
| Pos | Country    | Pts   | Note                      |
| --- | ---------- | ----- | ------------------------- |
| 1   | Hungria    | 372.5 | Promovidos a 1ª Liga 2019 |
| 2   | Eslováquia | 306.5 | Promovidos a 1ª Liga 2019 |
| 3   | Lituânia   | 298.5 | Promovidos a 1ª Liga 2019 |
| 4   | Eslovênia  | 296   |                           |
| 5   | Chipre     | 258   |                           |
| 6   | Letônia    | 258   |                           |
| 7   | Croácia    | 253.5 |                           |
| 8   | Israel     | 242   |                           |
| 9   | Áustria    | 240.5 |                           |
| 10  | Sérvia     | 238.5 | Descem a 3ª Liga 2019     |
| 11  | Islândia   | 181.5 | Descem a 3ª Liga 2019     |
| 12  | Moldávia   | 168.5 | Descem a 3ª Liga 2019     |

## Terceira Liga
Países participantes
Três promoções a 2ª liga
| - AASSE - Andorra - Armênia - Azerbaijão - Bósnia e Herzegovina | - Geórgia - Luxemburgo - Macedônia do Norte - Malta - Montenegro |

#### Classificação Final
| Pos | Country              | Pts   | Note                      |
| --- | -------------------- | ----- | ------------------------- |
| 1   | Luxemburgo           | 317   | Promovidos a 2ª Liga 2019 |
| 2   | Bósnia e Herzegovina | 266*  | Promovidos a 2ª Liga 2019 |
| 3   | Geórgia              | 262   | Promovidos a 2ª Liga 2019 |
| 4   | Malta                | 261.5 | Promovidos a 2ª Liga 2019 |
| 5   | Montenegro           | 243.5 |                           |
| 6   | Armênia              | 217   |                           |
| 7   | Macedônia do Norte   | 179   |                           |
| 8   | Andorra              | 132   |                           |
| 9   | AASSE                | 118   |                           |
| 10  | Azerbaijão           | 90    |                           |

- A Malta foi promovida devido a atleta Adela Čomor da Bósnia acusou doping.